# Charles Pickering
Pour les articles homonymes, voir Edward Charles Pickering.
Charles Pickering est un botaniste américain, né en 1805 et mort en 1878.
Il a participé à plusieurs explorations de Charles Wilkes en Égypte, Indes, Arabie et Afrique de l'Est.